# Юшкови-Груд
Юшкови-Груд (пол. Juszkowy Gród) — село в Польщі, у гміні Міхалово Білостоцького повіту Підляського воєводства.
Населення — 124 особи (2011).
У 1975-1998 роках село належало до Білостоцького воєводства.

## Демографія
Демографічна структура станом на 31 березня 2011 року:
|          | Загалом | Допрацездатний вік | Працездатний вік | Постпрацездатний вік |
| -------- | ------- | ------------------ | ---------------- | -------------------- |
| Чоловіки | 54      | 8                  | 35               | 11                   |
| Жінки    | 70      | 11                 | 32               | 27                   |
| Разом    | 124     | 19                 | 67               | 38                   |